# Peñarandilla
Peñarandilla – gmina w Hiszpanii, w prowincji Salamanka, w Kastylii i León, o powierzchni 12,73 km². W 2011 roku gmina liczyła 232 mieszkańców.